# Andreas Charitius
Andreas Charitius (auch: Charisius; * 30. November 1690 in Danzig; † 2. September 1741 in Merseburg) war ein deutscher lutherischer Theologe.

## Leben
Andreas Charitius wurde 1690 in Danzig als Sohn des Danziger Ratsmitgliedes und Baumeisters Sigismund Charitus und seiner Frau Maria Elisabeth (geb. Seidel) geboren. Er erlernte auf der Stadtschule seiner Heimatstadt die lateinische Sprache und erwarb das erste Grundwissen anderer Gebiete, bevor er das dortige Gymnasium besuchte. Am 11. August 1711 immatrikulierte er sich an der Universität Wittenberg und nahm entsprechend den Gepflogenheiten der Zeit zunächst ein Studium an der philosophischen Fakultät auf.
Dort erwarb er am 17. Oktober 1714 den philosophischen Magistergrad. Nachdem er an der Universität einige Vorlesungen gehalten hatte, wurde er Nachfolger Martin Chladnis als Lehrer der Kinder des Geheimrates Bernhard Zech in Dresden. Am 1. Juni 1719 kehrte er nach Wittenberg zurück, wo er Diakon an der Wittenberger Stadtkirche wurde.
1726 trat er an die Stelle Johann Kaspar Haferungs als Archidiakon und erwarb am 5. Dezember 1726 das Lizentiat der Theologie mit der Disputation „de absoluto praedestinationes impatiente“ unter Gottlieb Wernsdorf dem Älteren. Andreas Charitius wurde er am 17. April 1727 zum Doktor der Theologie promoviert. 1732 ging er als Superintendent des Stiftes an den Merseburger Dom.
Auf Grund gesundheitlicher Beschwerden fiel es ihm schwer, sein Amt auszuführen, und er verstarb dort 1741.

## Familie
Charitius war in erster Ehe mit Christiane Beate, der zweiten Tochter des fürstlichen Anhalt Zerbster Leibmediziners Paul Gottlieb Sperling, verheiratet. Nach dem Tod der ersten Frau ehelichte er Concordia, die Tochter von Johann Heinrich von Berger. Die Kinder aus erster Ehe sind alle früh verstorben. Aus zweiter Ehe sind ein Stadtphysikus in Wittenberg, Guilielaeus Heinrich Charitius (immatrikuliert Wittenberg 16. Oktober 1736, 9. März 1758 examen pro praxi et notariatu, notarius publicus), ein Advokat in Belzig, ein Hofgerichtsaktuar in Wittenberg, Heinrich Carl Charitius (* Merseburg 18. September 1734, 16. Oktober 1736 immatrikuliert Universität Wittenberg, 24. Dezember 1757 examen pro candidatura med. 30. November 1762 Doktor Med., Mag. Phil. 30. April 1766 medicinae Doctor) und Ludwig Georg Charitius (* Merseburg 7. August 1737, immatrikuliert Universität Wittenberg 6. Dezember 1752, 30. Oktober 1760 examen pro praxi forensi, 4. Januar 1762 examen pro notariatu) bekannt.

## Werke
- Commentatio historico - literaria de viris eruditis Gedani ortis speciatim iis qui scriptis inclaruerunt. Ludwig, Wittenberg 1715 (Digitalisat)
- Kurtze Beantwortung der Frage: Warum Er dem zum Strange condemnirten Delinquenten Christ. Wallmann ... die Absolution mitgetheilet. Gerdes, Wittenberg 1724. (Digitalisat)
- Leichenpredigt auf Herrn D. Gottlieb Wernsdorffen, P.P. und General-Superintendent über Joh. XXI. 17. Gerdes, Wittenberg 1729.
- Inexspectatvm Obitvm Viri Magnifici, Svmme Venerabilis ... Domini Ioannis Georgii Iochii S.S. Theologiae Doctoris ... A. MDCCXXXI Ipsis Calendis Octobr ... Defvncti Qvvm Fvnvs Ipsivs Ad IV. Nonas Octobr ... Dvceretvr Non Sine Magno Dolore Proseqvvntvr Patroni, Collegae, Amici. (Trauerrede auf Johann Georg Joch) Eichsfeldt, Wittenberg 1731. (Digitalisat)
- Etwas Zum Andern Wittenbergischen Jubel-Fest Der Augspurgischen Confession Gehöriges mit Genehmhaltung E. Löblichen Academie ... geschrieben. Henning, Wittenberg 1731. (Digitalisat)
- Herausgegeben hat er D. Chladenii Insttutionibus Theologiae Moralis, Wittenberg 1726
- Über den unverhofften Todes-Fall ... [Gedächtnisgedicht auf Johann Andreas Gleich, Hofprediger, † 1. Aug. 1734], Merseburg 1734